# Communauté de communes du Moulin d'Écalles
La communauté de communes du Moulin d'Écalles (CCME) est une ancienne communauté de communes française, située dans le département de la Seine-Maritime et l'arrondissement de Rouen.

## Historique
L'intercommunalité a été créée en septembre 1994 à l'initiative de  Michel Benoist, maire de Morgny-la-Pommeraye, et s'était initialement donné comme objectif l'aménagement du parc d’activités du Moulin-d’Écalles.
Le projet de schéma départemental de coopération intercommunale présenté par le préfet de Seine-Maritime le 2 octobre 2015 dans le cadre de l'approfondissement de la coopération intercommunale prévu par la Loi portant nouvelle organisation territoriale de la République (Loi NOTRe) du 7 août 2015 prévoit la fusion des « communautés de communes du Moulin d’Écalles   (13 719 habitants) et du Plateau de Martainville (9 426 habitants) ». Toutefois, la communauté de communes des Portes Nord-Ouest de Rouen propose une fusion des deux premières intercommunalités et d'elle-même.

## Territoire communautaire

### Composition
La Communauté de communes du Moulin d'Écalles regroupe 26 communes du département de Seine-Maritime pour une population totale de 13 993 habitants selon le recensement de 2012 :
| Nom                        | Code Insee | Gentilé             | Superficie (km2) | Population (dernière pop. légale) | Densité (hab./km2) |
| -------------------------- | ---------- | ------------------- | ---------------- | --------------------------------- | ------------------ |
| Buchy (siège)              | 76146      | Bucheois            | 26,30            | 2 697 (2014)                      | 103                |
| Bierville                  | 76094      | Biervillais         | 2,22             | 298 (2014)                        | 134                |
| Blainville-Crevon          | 76100      | Blainvillais        | 14,80            | 1 210 (2014)                      | 82                 |
| Bois-Guilbert              | 76107      | Bois-Guilbertais    | 8,13             | 303 (2014)                        | 37                 |
| Bois-Héroult               | 76109      | Héroldiens          | 6,59             | 192 (2014)                        | 29                 |
| Boissay                    | 76113      | Buccetiens          | 6,63             | 372 (2014)                        | 56                 |
| Bosc-Bordel                | 76120      | Bordelois           | 11,95            | 446 (2014)                        | 37                 |
| Bosc-Édeline               | 76121      | Bosc-Édelinois      | 6,19             | 352 (2014)                        | 57                 |
| Bosc-Roger-sur-Buchy       | 76127      | Rogélois            | 14,17            | 735 (2014)                        | 52                 |
| Cailly                     | 76152      | Caillais            | 5,44             | 757 (2014)                        | 139                |
| Catenay                    | 76163      | Castenais           | 5,88             | 689 (2014)                        | 117                |
| Ernemont-sur-Buchy         | 76243      | Ernemontois         | 4,04             | 282 (2014)                        | 70                 |
| Estouteville-Écalles       | 76248      | Estoutevillois      | 8,46             | 519 (2014)                        | 61                 |
| Héronchelles               | 76359      | Héronchellois       | 6,71             | 131 (2014)                        | 20                 |
| Longuerue                  | 76396      | Longuerois          | 5,36             | 314 (2014)                        | 59                 |
| Morgny-la-Pommeraye        | 76453      | Morinois            | 6,48             | 996 (2014)                        | 154                |
| Pierreval                  | 76502      | Pierrevallais       | 3,88             | 492 (2014)                        | 127                |
| Rebets                     | 76521      | Robatiens           | 3,67             | 144 (2014)                        | 39                 |
| La Rue-Saint-Pierre        | 76547      | Rue-saint-pierriens | 7,68             | 792 (2014)                        | 103                |
| Saint-Aignan-sur-Ry        | 76554      | Saint-Aignanais     | 8,00             | 332 (2014)                        | 42                 |
| Saint-André-sur-Cailly     | 76555      | Saint-Andrésiens    | 12,28            | 857 (2014)                        | 70                 |
| Saint-Germain-des-Essourts | 76581      | Germinois           | 9,37             | 403 (2014)                        | 43                 |
| Saint-Germain-sous-Cailly  | 76583      | Saint-Germinois     | 4,01             | 346 (2014)                        | 86                 |
| Sainte-Croix-sur-Buchy     | 76571      | Saint-Cruciens      | 13,80            | 688 (2014)                        | 50                 |
| Vieux-Manoir               | 76738      | Manérois            | 8,13             | 722 (2014)                        | 89                 |
| Yquebeuf                   | 76756      | Yquebois            | 6,51             | 248 (2014)                        | 38                 |

## Organisation

### Siège
Le siège de la CCME est à Buchy, 252, route de Rouen.

### Élus
La communauté de communes est administrée par son Conseil communautaire, composé de conseillers municipaux représentant chacune des communes membres.
Le conseil communautaire d'avril 2014 a élu son nouveau président pour la mandature 2014-2020, Patrick Chauvet, maire de Buchy, ainsi que ses 4 vice-présidents, qui sont : 
1. Bruno Léger, maire de La Rue-Saint-Pierre ;
2. Édouard de Pradel de Lamaze, maire de Bois-Héroult ;
3. Fabrice Otéro, maire adjoint à Vieux-Manoir ;
4. Jean-Pierre Carpentier, maire de Saint-Aignan-sur-Ry[1].

### Liste des présidents
| Période     | Période          | Identité        | Étiquette | Qualité |
| ----------- | ---------------- | --------------- | --------- | --- |
| 1994        | 11 février 2014, | Michel Benoist  |           | Cadre chez Rhône-Poulenc à Saint-Aubin-lès-Elbeuf Maire de Morgny-la-Pommeraye (1989 → 2014) Décédé en fonction        |
| avril 2014, | 31 décembre 2016 | Patrick Chauvet |           | Maire de Buchy (2001 → ) Conseiller général de Buchy (2001 → 2015) Conseiller départemental du Mesnil-Esnard (2015 → ) |

### Compétences
L'Intercommunalité exerce les compétences qui lui sont transférées par les communes membres, dans les conditions définies au code général des collectivités territoriales. Il s'agit de :
- Collecte des déchets des ménages et déchets assimilés
- Traitement des déchets des ménages et déchets assimilés
- Autres actions environnementales
- Dispositifs contractuels de développement urbain, de développement local et d'insertion économique et sociale
- Création, aménagement, entretien et gestion de zone d'activités industrielle, commerciale, tertiaire, artisanale ou touristique
- Action de développement économique (Soutien des activités industrielles, commerciales ou de l'emploi, Soutien des activités agricoles et forestières...)
- Activités péri-scolaires
- Activités culturelles ou socioculturelles
- Activités sportives
- Schéma de secteur
- Création et réalisation de zone d'aménagement concertée (ZAC)
- Aménagement rural
- Études et programmation
- Création, aménagement, entretien de la voirie
- Tourisme
- Programme local de l'habitat
- Préfiguration et fonctionnement des Pays
- Gestion de personnel (policiers-municipaux et garde-champêtre...)
- NTIC (Internet, câble...)

### Régime fiscal et budget
L'intercommunalité est financée par une fiscalité additionnelle aux impôts locaux des communes, avec FPZ (fiscalité professionnelle de zone) et sans FPE (fiscalité professionnelle sur les éoliennes).